# Róże historyczne

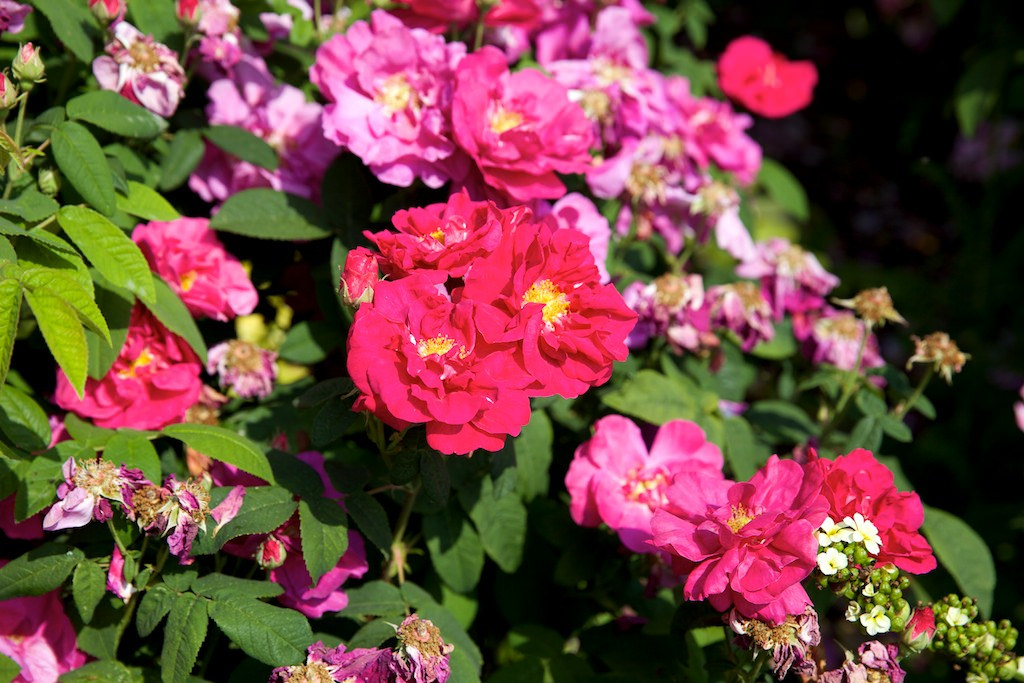
Roża historyczna Officinalis

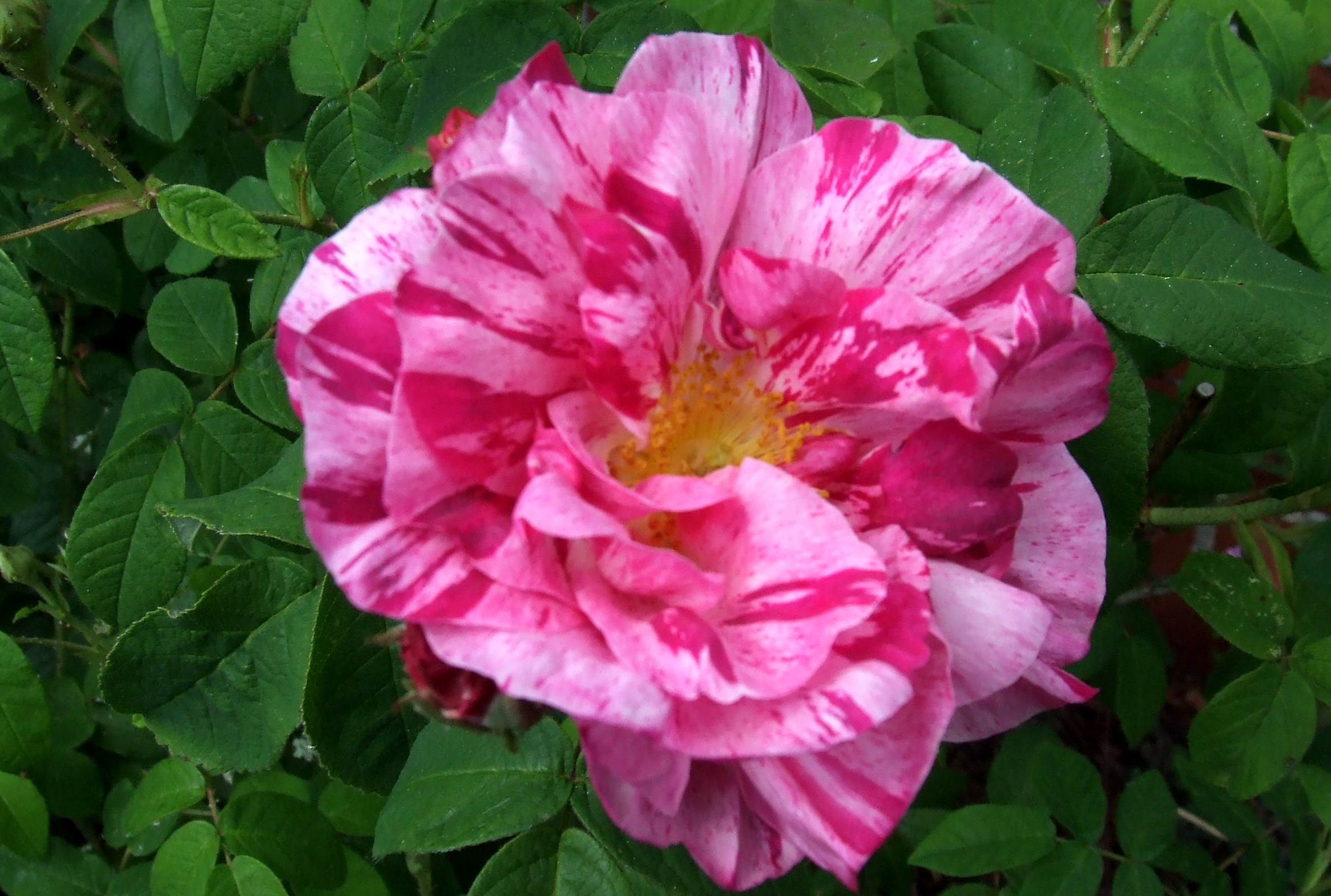
Róża historyczna Rosa Mundi

Róże historyczne, róże stare – zróżnicowana grupa róż obejmująca najstarsze gatunki krzewów.
Kryterium przynależności poszczególnych gatunków róż do grupy jest ich znaczenie historyczne. Grupa obejmuje rasy i gatunki róż powstałe przed rokiem 1867 jak również młodsze odmiany o podobnych cechach morfologicznych np.: róża Mme Isaac Periere wyhodowana w roku 1881 jest powszechnie uznawana za różę historyczną ze względu na zaliczenie jej do róż burbońskich. Najstarsze róże historyczne były uprawiane już w starożytności.
Przed 1310 rokiem znana była róża francuska Officinalis. Prawdopodobnie przywędrowała ona do Europy za sprawą wypraw do Ziemi Świętej. Według legendy przywiózł ją do Francji z Syrii rycerz Thibault. Do Anglii trafiła zaś za pośrednictwem rodu Lancasterów. Hrabia Egmont Lancaster umieścił różę Officinalis na swoim herbie, stąd znana jest również jako róża Lancasterów. Była stosowana jako roślina lecznicza. Miała również znaczenie religijne i symboliczne. Ze względu na właściwości medyczne jakie jej przypisywano została nazwana różą aptekarzy.
Inną znaną różą historyczną jest róża francuska Versicolor. Powstała w XVI wieku jako naturalna mutacja (sport) róży Officinalis. Nazywana Różą Świata (Rosa Mundi), ze względu na wielką popularność jaką zdobyła w nowożytnej Europie. Przed II Wojną Światową była rozpowszechniona w stanie dzikim na Lubelszczyźnie i w południowej Polsce. Obecnie dzika forma róży Versicolor wymiera.
Istotnym wyznacznikiem dla wyodrębnienia grupy róż historycznych było wyhodowanie w 1867 roku odmiany La France, pierwszego mieszańca herbatniego, róży o cechach odmiennych od wcześniejszej uprawianych róż ogrodowych. Mieszańce herbatnie w przeciwieństwie do starszych ras były odporniejsze, lepiej kwitły i dysponowały większą paletą barw stąd stopniowo wypierały róże stare. Współcześnie mieszańce herbatnie są najbardziej rozpowszechnioną rasą róż.  Uczestniczą w powstawaniu nowych grup róż np. nowoczesnych róż parkowych i róż wielkokwiatowych. Z krzyżowania mieszańców herbatnich oraz róż historycznych powstała grupa róż angielskich.

## Morfologia
Róże historyczne posiadają trzy główne barwy z liczną paletą odcieni: białą, różową i czerwoną. Pozostałe barwy występują bardzo rzadko. Natężenie barw może być zmienne i różnić się w zależności od warunków zewnętrznych i rozwoju pąku. Kwiaty są mocno wypełnione, pomponowate i pachnące.  Róże stare mają pokrój krzaczasty. Większość kwitnie raz w roku.

## Gatunki
Najstarsze gatunki róż historycznych to:
Róża francuska (Rosa gallica L.)
Róża damasceńska (Rosa x damascena Mill.)
Róża biała (R. x alba L.)
Róża stulistna (Rosa ×centifolia)
Do późniejszych gatunków, które dołączyły do róż historycznych należą:
Róża chińska (Rosa chinensis)
Róże portlandzkie
Róże burbońskie (Rosa x borboniana)
Remontantki
Róże herbatnie
Róża piżmowa (Rosa moschata)